# Josip Šoljić
Josip Šoljić (ur. 18 czerwca 1987 w Gradačacu) – chorwacki piłkarz, występujący na pozycji defensywnego pomocnika.